# Étienne-Jules Marey

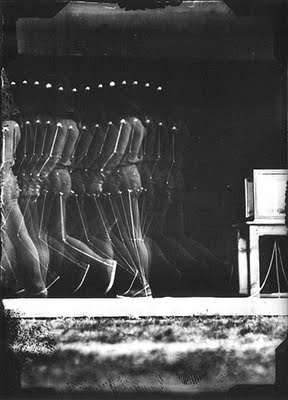
Étienne-Jules Marey: Kráčející muž, 1890–91

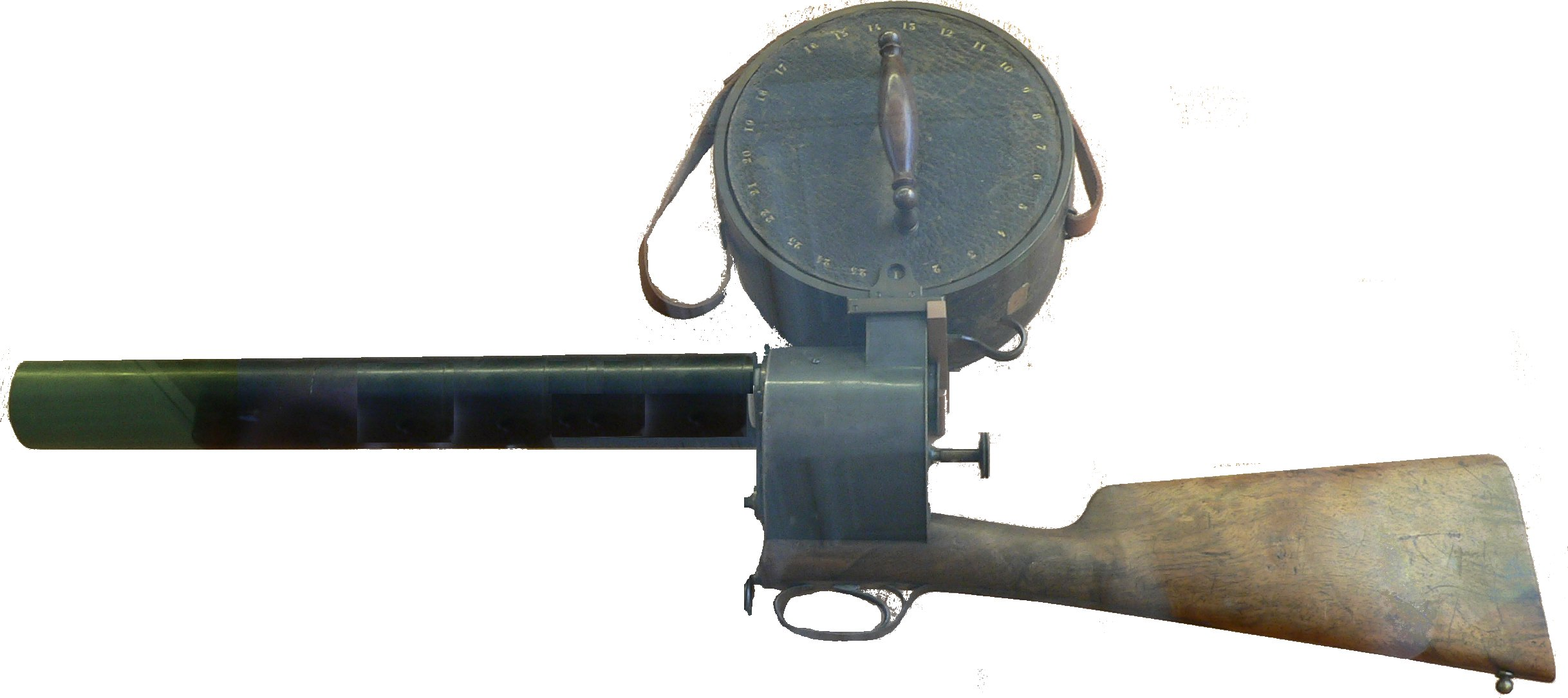
Mareyho fotografická puška

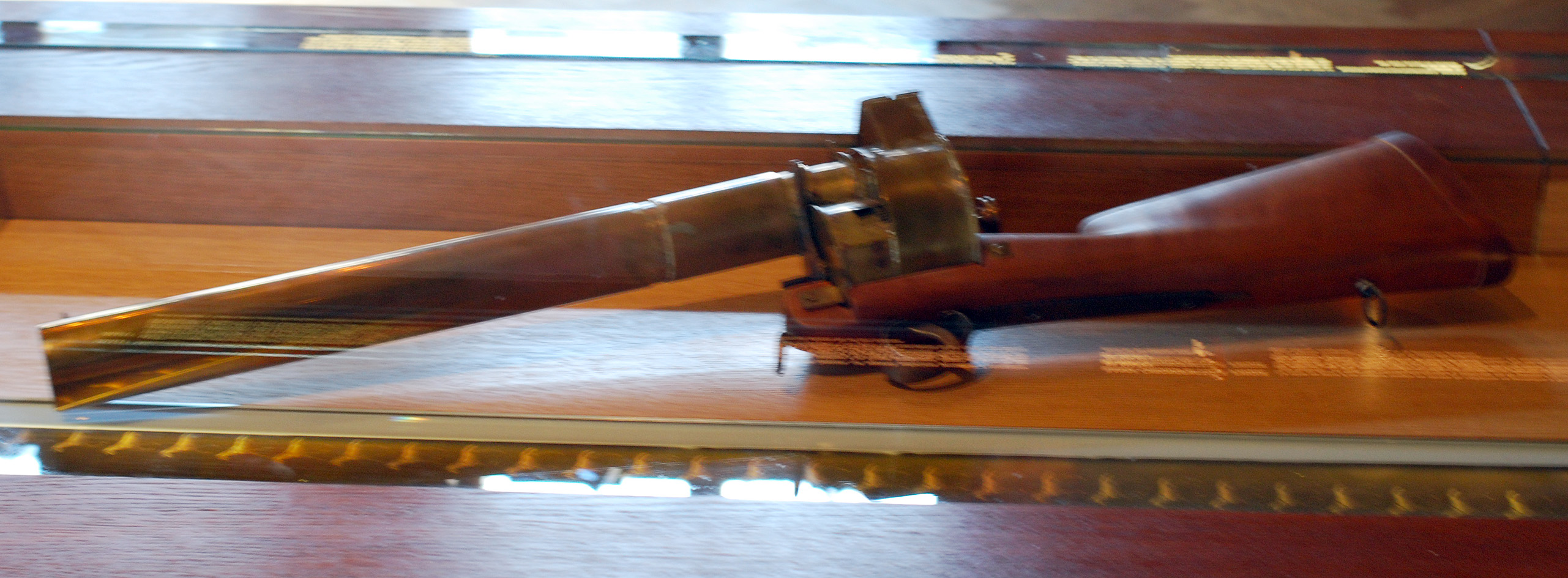
Mareyho puška v Lumièrově muzeu v Lyonu

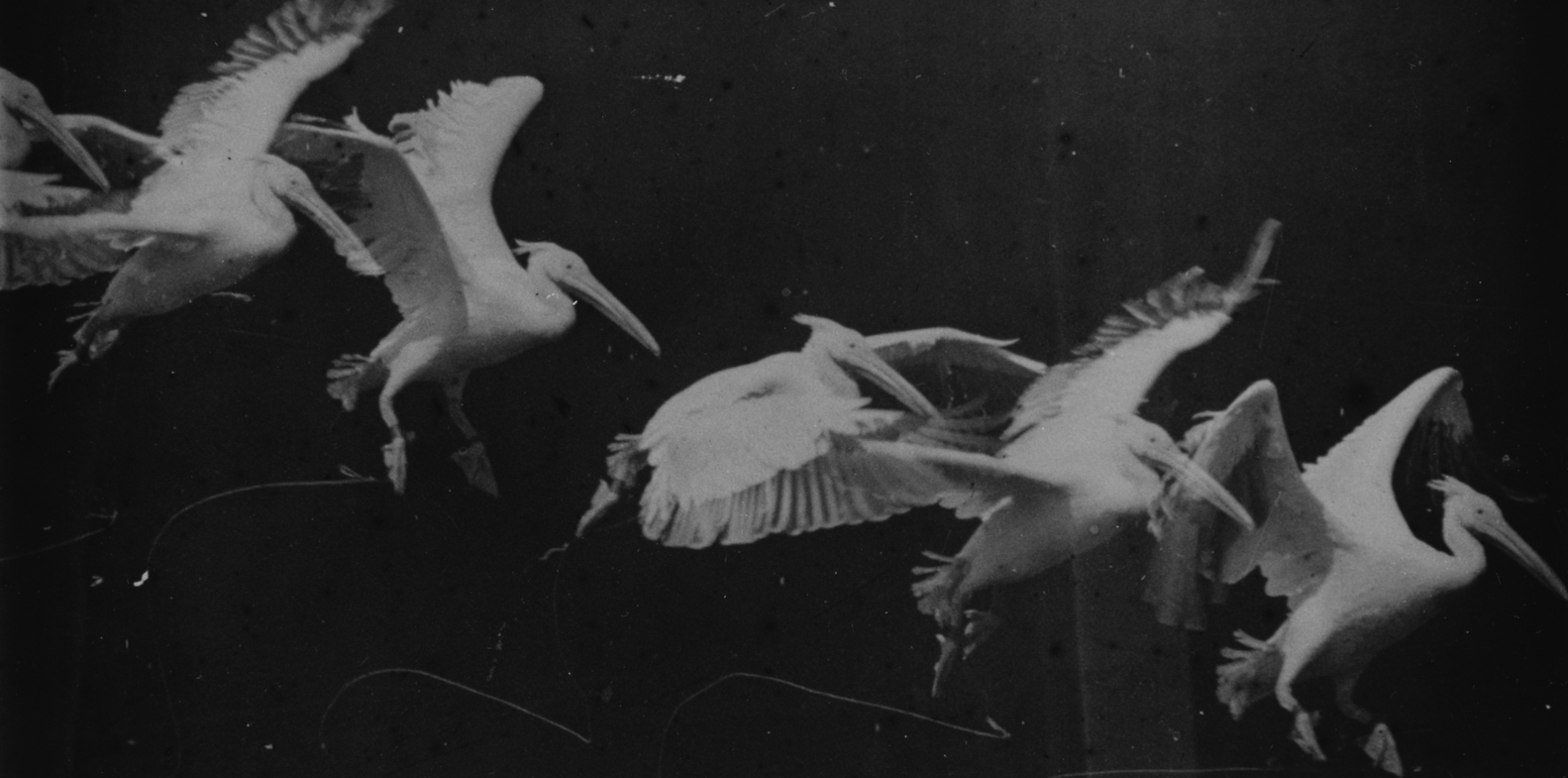
Letící pelikán, kterého Marey zachytil okolo r. 1882. Nalezl cestu, jak zachytit více fází pohybu na jednu fotografii

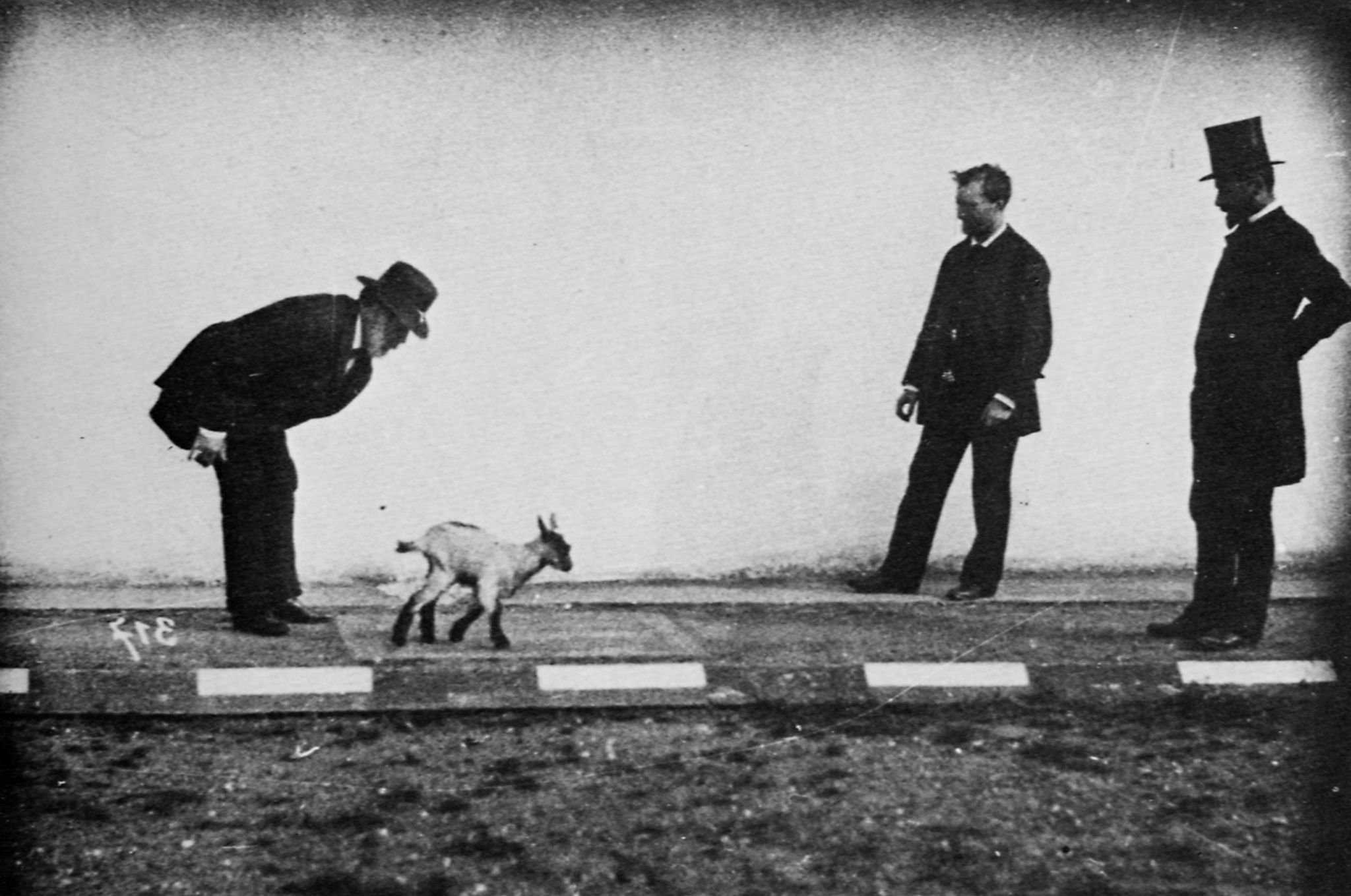
Kůzle je podrobováno fyziologické studii, vlevo je Étienne-Jules Marey, pán bez klobouku vpravo je Georges Demenÿ

Étienne-Jules Marey (5. března, 1830 Beaune, Côte d'Or Francie – 21. května, 1904 Paříž) byl francouzský vědec, lékař, fyziolog a chronofotograf. Je známý jako vynálezce chronofotografické pušky.

## Rodina
Jeho otec byl obchodník s vínem Claude Marey, jeho matka učitelka. Marey se nikdy neoženil.

## Dílo
Marey byl průkopníkem ve fyziologii, výzkumu krevního oběhu, krevního tlaku, v oblasti měření, zobrazovací a záznamové techniky, vědecké fotografie, letectví a kinematografie.
Zapojil se do vyjasňování základních principů nepřímých měření krevního tlaku a rozhodujícím způsobem se podílel na výzkumech v oblasti filmu. Do roku 1870 byl jeho hlavním zájmem problém fyziologie oběhového systému a vývoj spolehlivých vyšetřovacích technik. Později rozšířil své lékařské a vědecké výzkumy na technické vynálezy, aby mohl lépe studovat biologické jevy a pohyby u zvířat a lidí.
V jednom období byl také prezidentem francouzské fotografické společnosti Société française de photographie.

## Fotografická puška
Marey kolem roku 1880 vyčerpal všechny své grafické metody pro studium pohybu a začal se věnovat fotografii. Podílel se na vývoji fotografické techniky sloužící k rekonstrukci pohybu (chronofotografie), která mohla sloužit také pro trojrozměrnou rekonstrukci. Použil rotující fotografickou desku v kameře, která byla podobná zbrani (1882), světlo-citlivý papír nebo celuloid (1888), následně také projekční techniku (1893) a kinofilmovou 35mm kameru (1899).
Jeho první fotopuška z roku 1882 byla schopná zaznamenat 12 snímků za sekundu, všechny zachytila na jeden jediný obrázek. Jeho studie se týkaly pohybu zvířat (hmyz, ptáci, koně, kočky, atd.) a pohybu lidského těla. Marey se tehdy nezúčastnil sporu o prioritu vynálezu kinematografie a konfliktů s patentovými přihláškami. Zajímal se výhradně o analýzu jednotlivých obrázků v pohybu. Roku 1894 vyvrcholila jeho práce dílem sérií s názvem Le Mouvement. (1890–1894).
V další práci se Marey zabýval elektrickým výbojem u elektrického úhoře (Electrophorus electricus), od roku 1885 epidemií cholery a výzkumem v letectví (1873).

## Mareyův vliv
Na mnoho tehdejších umělců působily Mareyovy pohybové studie téměř zázračně. Jeho chronofotografie ovlivnily zejména díla italských futuristů: Bragaglia, Balla, Boccioniho, Russolo) a abstraktní malíře (Ballu, Kupku, Duchampa).
Zveřejnění jeho díla La machine animale  z roku 1873 inspirovala guvernéra Lelanda Stanforda k jeho sázce s Eadweardem Muybridgem o pět let později; a také k chronofotografické studii zvířat v pohybu za pomoci speciálních kamer.
Marey se sám naopak nechal inspirovat Muybridgovým dílem Animal Locomotion (1877), aby zlepšil astronomický revolver Julese Janssena (1874) a vynalezl svou chronofotografickou pušku (také známou jako „fotografická zbraň“), pomocí které mohly být zachyceny pohybující se objekty v prostoru.
| „            | Chtěl bych nám všem podat zprávu o přesných pohybech, které naše oči nemohou sledovat, protože jsou buď příliš rychlé nebo příliš pomalé nebo příliš komplikované. | “ |
| — Marey 1893 | |   |

.

## Další chronofotografové
- Eadweard Muybridge (1830–1904) – průkopník chronofotografie
- August (1862–1954) a Luis (1864–1948) Lumièrové vyvinuli roku 1895 kinematograf (z řečtiny pohyblivý zapisovač).
- Harold Eugene Edgerton (1903–1990) – významný americký inženýr, vynálezce stroboskopu a pionýr vysokorychlostní chronofotografie.
- Ottomar Anschütz (1846–1907) – německý vynálezce a chronofotograf.
- Ernst Kohlrausch (1850–1923) – sportovní výzkumník a pionýr filmu.
- Thomas Eakins (1844–1916) – americký malíř, fotograf a sochař.
- Anton Giulio Bragaglia (1890–1960) – pionýr italské futuristické fotografie.
- Jean-Martin Charcot (1825–1893) – Pařížský neurolog.
- Albert Londe (1858–1917) – francouzský lékařský chronofotograf.